# Слобожанская поселковая община (Днепропетровская область)
Слободская поселковая община (до 2016 года — Юбилейная) — территориальная община в Украине, в Днепровском районе Днепропетровской области. Административный центр — пгт Слобожанское . Образована 14 августа 2015 путем объединения Юбилейного поселкового совета и Степнянского сельского совета Днепропетровского района.

## История общины
Согласно решению Днепропетровского областного совета «Об образовании Юбилейной поселковой территориальной общины» в 2015 году образовалась первая на Днепропетровщине, одна из первых в Украине ныне Слобожанская территориальная община в которые вошли поселок городского типа Слобожанское и село Степовое . Уже в 2019 году депутатским корпусом Слобожанского поселкового совета были инициированы и приняты решения о присоединении к Слобожанской территориальной общине трех сельских советов: Александровского, Баловского, Партизанского .

## Населенные пункты
В состав общины входят шесть населённых пунктов — поселок городского типа Слобожанское (13 747 жителя), село Александровка (2 755 жителей), село Васильевка (234 жителя), село Степное (1 385 жителей), село Баловка (2 681 жителей), село Партизанское (2 389 жителей).

## Место расположения
Слобожанская территориальная община граничит на севере с Подгородненской, Песчанской и Чумаковской, на востоке — с Илларионовской, на юге — с городом Днепром, на западе — с Обуховской и Петриковской территориальными общинами.

## Образовательные заведения общины
В общине функционирует 13 учебных заведений, из них — 3 общеобразовательные школы, в том числе в пгт Слобожанское — 2 школы (I степени и ІІ-ІІІ степени), в селе Степное — одна школа (I—III степени), в которых учатся 1940 учеников, три лицея по одному в селе Баловка, в селе Партизанское и в селе Александровка, в которых проходят обучение 956 учеников. Также работают 7 дошкольных учебных заведений: ДНЗ № 1 «Красная шапочка», ДНЗ № 2 «Березка», ДНЗ № 3 «Солнышко», ДОУ № 4 «Дивосвит», ГП «Подснежник», ГП «Ивушка», ГП «Рябинушка», которые посещают 1072 ребёнка.

## Учреждения культуры
На территории Слобожанской общины функционирует 9 учреждений культуры, в том числе: 4 клубных заведения, 1 школа эстетического воспитания и 4 сельские библиотеки.